# Имая (приток Углы)
Имая — река в России, протекает по территории Шекснинского района Вологодской области. Устье реки находится в 3 км от устья по правому берегу реки Угла между деревнями Нижний Дор и Мальгино. Длина реки составляет 13 км.
Исток реки находится около деревни Пахомово на высоте 147,1 м. Река течёт в юго-западном направлении. На правом берегу реки расположены деревни Потрекичево, Демсино, Слизово, Михайловское. Ниже Слизова реку пересекает по железобетонному мосту автомобильная дорога Череповец-Вологда, ещё ниже реку пересекает железная дорога Череповец-Вологда. В районе железнодорожного моста на левом берегу — деревня Мыс и одноимённый полустанок.

## Данные водного реестра
По данным государственного водного реестра России относится к Верхневолжскому бассейновому округу, водохозяйственный участок реки — Рыбинское водохранилище до Рыбинского гидроузла и впадающие в него реки, без рек Молога, Суда и Шексна от истока до Шекснинского гидроузла, речной подбассейн реки — Реки бассейна Рыбинского водохранилища. Речной бассейн реки — (Верхняя) Волга до Куйбышевского водохранилища (без бассейна Оки).
Код объекта в государственном водном реестре — 08010200412110000009526.